# Turtanu
Turtānu (auch Ta/urtannu; hebräisch תַּרְתָּן Tartan) ist der Titel des assyrischen Oberfeldherrn (siehe 2 Kön 18,17; Jes 20,1), der dem Generalsrang entsprach und dem König unmittelbar nachgeordnet war. Den Titel trugen Ashur-iska-danin 720 v. Chr., Abdai 694 v. Chr. und Bel-emurani 686 v. Chr.
Im Sprachgebrauch der Bibel wird der Titel jeweils als Eigenname verwendet.